# L'ultimo orizzonte
L'ultimo orizzonte (Gallant Journey) è un film drammatico statunitense del 1946 diretto da William A. Wellman.

## Trama
Stati Uniti, XIX secolo. Il sogno dell'uomo di poter volare è ancora lungi dall'essere realizzato. Eppure il giovane John J. Montgomery, dopo aver osservato affascinato il volo di un'aquila, non crede che la cosa sia del tutto impossibile. Ragion per cui tenta di realizzare una macchina che consenta all'uomo di librarsi nell'aria. Gli amici e i conoscenti lo deridono, considerandolo matto, ma Montgomery (che tra l'altro è affetto da vertigini) prosegue nel suo progetto, e trova sostegno e finanziamenti in Regina Cleary, innamorata di lui e unica a credere nel progetto. L'uomo riesce a fabbricare un aliante, che gli consente di alzarsi in volo, ma all'improvviso una crisi vertiginosa gli fa sbagliare manovra e la primitiva macchina precipita nella prateria. Montgomery morirà poco dopo, in una tenda da campo, assistito da Regina.

## Curiosità
Il personaggio di John J. Montgomery è realmente esistito.